# تجمع حماسي

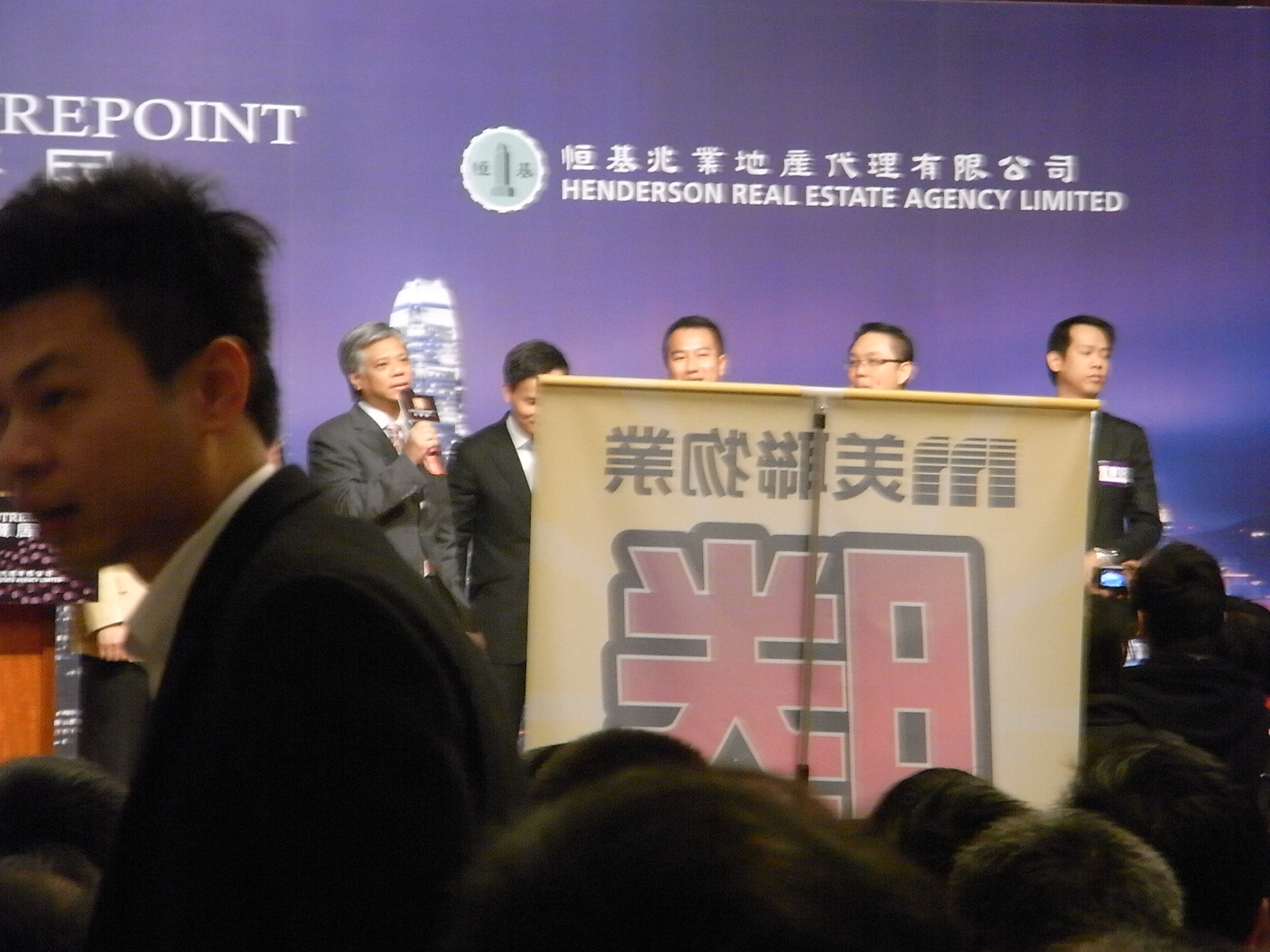

تجمع حماسي هو تجمع من الناس، عادة يشمل طلاب المدارس الإعدادية والثانوية والجامعية قبل أي حدث رياضي. والغرض من هذا التجمع هو تشجيع روح المدرسة ودعم أعضاء الفريق. يُنظر إليه عمومًا على أنه ظاهرة أمريكية.
في الحشد الحماسية، يقود المشجعون هتافات صاخبة للغاية وحركات رقص. يمكن إقامة ألعاب بين الفصول المتنافسة بجوائز صغيرة. غالبًا ما تعزف فرقة المدرسة موسيقى متفائلة بين المظاهرات، وقد تعزف موسيقى الطبل.
معظم المدارس لديها تجمعات لتكريم الأحداث المستقبلية والماضية.
تحتفل فرق كرة السلة في الكلية أيضًا بإفتتاح الموسم مع جنون منتصف الليل، وهو حدث مشابه للتجمع الحماسي.